# Campeonato Mundial de Hóquei no Gelo de 1955

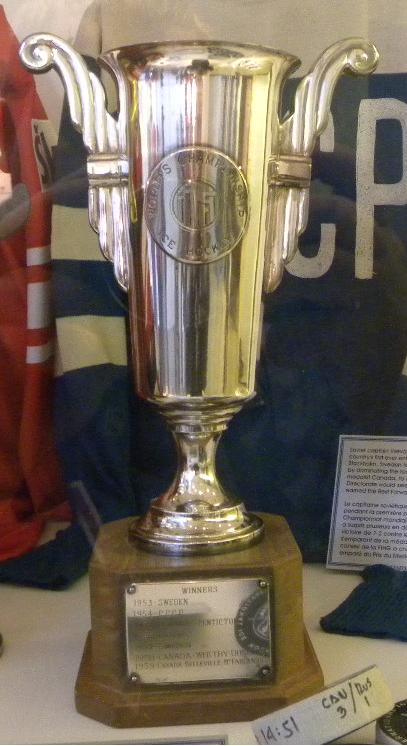
Troféu entregue no Campeonato Mundial de 1955.

O Campeonato Mundial de Hóquei no Gelo de 1955 foi a 22ª edição do torneio, disputada entre os dias 25 de fevereiro e 6 de março de 1955 em Düsseldorf, Dortmund, Krefeld e Colônia, Alemanha Ocidental.
Um total de 14 países  participaram deste Campeonato Mundial, o que foi um novo recorde na era pós-guerra. Com isso, os times foram divididos, com os 9 mais fortes colocados no Grupo A (Grupo do Campeonato) e os 5 países restantes, no Grupo B.
O Canadá, representado pelo Penticton V's da Okanagan Senior League, ganhou seu 16º título internacional.

## Campeonato Mundial Grupo A (Alemanha Ocidental)

### Fase Final
| 25 de fevereiro |     |       |         |
| Tchecoslováquia | 7–0 | Suíça | Colônia |
|                 |     |       | Colônia |

| 25 de fevereiro |      |                |          |
| Canadá          | 12–1 | Estados Unidos | Dortmund |
|                 |      |                | Dortmund |

| 25 de fevereiro |      |           |            |
| União Soviética | 10–2 | Finlândia | Düsseldorf |
|                 |      |           | Düsseldorf |

| 25 de fevereiro |     |        |         |
| Alemanha        | 4–5 | Suécia | Krefeld |
|                 |     |        | Krefeld |

| 26 de fevereiro |     |           |         |
| Estados Unidos  | 8–1 | Finlândia | Colônia |
|                 |     |           | Colônia |

| 26 de fevereiro |     |        |          |
| União Soviética | 2–1 | Suécia | Dortmund |
|                 |     |        | Dortmund |

| 26 de fevereiro |     |                 |            |
| Canadá          | 5–3 | Tchecoslováquia | Düsseldorf |
|                 |     |                 | Düsseldorf |

| 26 de fevereiro |     |         |         |
| Alemanha        | 4–5 | Polônia | Krefeld |
|                 |     |         | Krefeld |

| 27 de fevereiro |     |         |         |
| Canadá          | 8–0 | Polônia | Colônia |
|                 |     |         | Colônia |

| 27 de fevereiro |     |                |          |
| Alemanha        | 3–6 | Estados Unidos | Dortmund |
|                 |     |                | Dortmund |

| 27 de fevereiro |      |       |            |
| Suécia          | 10–0 | Suíça | Düsseldorf |
|                 |      |       | Düsseldorf |

| 27 de fevereiro |     |                 |         |
| União Soviética | 4–0 | Tchecoslováquia | Krefeld |
|                 |     |                 | Krefeld |

| 28 de fevereiro |     |         |         |
| União Soviética | 8–2 | Polônia | Colônia |
|                 |     |         | Colônia |

| 28 de fevereiro |      |           |            |
| Canadá          | 12–0 | Finlândia | Düsseldorf |
|                 |      |           | Düsseldorf |

| 28 de fevereiro |     |       |         |
| Estados Unidos  | 7–3 | Suíça | Krefeld |
|                 |     |       | Krefeld |

| 1 de março      |     |        |         |
| Tchecoslováquia | 6–5 | Suécia | Colônia |
|                 |     |        | Colônia |

| 1 de março |     |       |            |
| Polônia    | 2–4 | Suíça | Düsseldorf |
|            |     |       | Düsseldorf |

| 1 de março |     |           |         |
| Alemanha   | 7–1 | Finlândia | Krefeld |
|            |     |           | Krefeld |

| 2 de março |      |       |         |
| Canadá     | 11–1 | Suíça | Colônia |
|            |      |       | Colônia |

| 2 de março |     |           |            |
| Suécia     | 9–0 | Finlândia | Düsseldorf |
|            |     |           | Düsseldorf |

| 2 de março |     |                 |            |
| Alemanha   | 0–8 | Tchecoslováquia | Düsseldorf |
|            |     |                 | Düsseldorf |

| 2 de março      |     |                |         |
| União Soviética | 3–0 | Estados Unidos | Krefeld |
|                 |     |                | Krefeld |

| 3 de março |     |           |         |
| Polônia    | 6–3 | Finlândia | Colônia |
|            |     |           | Colônia |

| 3 de março |     |        |         |
| Canadá     | 3–0 | Suécia | Krefeld |
|            |     |        | Krefeld |

| 3 de março |     |                 |            |
| Alemanha   | 1–5 | União Soviética | Düsseldorf |
|            |     |                 | Düsseldorf |

| 3 de março      |     |                |         |
| Tchecoslováquia | 4–4 | Estados Unidos | Colônia |
|                 |     |                | Colônia |

| 4 de março |      |        |         |
| Alemanha   | 1–10 | Canadá | Colônia |
|            |      |        | Colônia |

| 4 de março     |     |         |            |
| Estados Unidos | 6–2 | Polônia | Düsseldorf |
|                |     |         | Düsseldorf |

| 4 de março      |     |       |         |
| União Soviética | 7–2 | Suíça | Krefeld |
|                 |     |       | Krefeld |

| 5 de março |     |       |         |
| Finlândia  | 7–2 | Suíça | Colônia |
|            |     |       | Colônia |

| 5 de março |     |                |            |
| Suécia     | 1–1 | Estados Unidos | Düsseldorf |
|            |     |                | Düsseldorf |

| 5 de março      |      |         |         |
| Tchecoslováquia | 17–2 | Polônia | Krefeld |
|                 |      |         | Krefeld |

| 6 de março |     |       |            |
| Alemanha   | 8–3 | Suíça | Düsseldorf |
|            |     |       | Düsseldorf |

| 6 de março |     |         |         |
| Suécia     | 9–0 | Polônia | Colônia |
|            |     |         | Colônia |

| 6 de março      |      |           |            |
| Tchecoslováquia | 18–2 | Finlândia | Düsseldorf |
|                 |      |           | Düsseldorf |

| 6 de março |     |                 |         |
| Canadá     | 5–0 | União Soviética | Krefeld |
|            |     |                 | Krefeld |

### Classificação
| Posição | Time            | PJ | V | D | E | GP | GC | Pts |
| ------- | --------------- | -- | - | - | - | -- | -- | --- |
| 1       | Canadá          | 8  | 8 | 0 | 0 | 66 | 6  | 16  |
| 2       | União Soviética | 8  | 7 | 1 | 0 | 39 | 13 | 14  |
| 3       | Tchecoslováquia | 8  | 5 | 2 | 1 | 63 | 22 | 11  |
| 4       | Estados Unidos  | 8  | 4 | 2 | 2 | 33 | 29 | 10  |
| 5       | Suécia          | 8  | 4 | 3 | 1 | 40 | 16 | 9   |
| 6       | Alemanha        | 8  | 2 | 6 | 0 | 28 | 43 | 4   |
| 7       | Polônia         | 8  | 2 | 6 | 0 | 19 | 59 | 4   |
| 8       | Suíça           | 8  | 1 | 7 | 0 | 15 | 59 | 2   |
| 9       | Finlândia       | 8  | 1 | 7 | 0 | 16 | 72 | 2   |

## Campeonato Mundial Grupo B (Alemanha Ocidental)

### Final Round
| 25 de fevereiro |     |            |          |
| Áustria         | 3–2 | Iugoslávia | Dortmund |
|                 |     |            | Dortmund |

| 27 de fevereiro |     |         |          |
| Países Baixos   | 6–3 | Bélgica | Dortmund |
|                 |     |         | Dortmund |

| 28 de fevereiro |     |         |         |
| Iugoslávia      | 5–2 | Bélgica | Krefeld |
|                 |     |         | Krefeld |

| 28 de fevereiro |     |         |            |
| Itália          | 3–1 | Áustria | Düsseldorf |
|                 |     |         | Düsseldorf |

| 2 de março |     |         |         |
| Áustria    | 5–3 | Bélgica | Krefeld |
|            |     |         | Krefeld |

| 2 de março |      |               |          |
| Itália     | 10–2 | Países Baixos | Dortmund |
|            |      |               | Dortmund |

| 4 de março |     |            |         |
| Itália     | 9–1 | Iugoslávia | Colônia |
|            |     |            | Colônia |

| 5 de março |     |               |         |
| Áustria    | 6–1 | Países Baixos | Krefeld |
|            |     |               | Krefeld |

| 6 de março |      |         |         |
| Itália     | 28–0 | Bélgica | Krefeld |
|            |      |         | Krefeld |

| 6 de março    |     |            |         |
| Países Baixos | 9–1 | Iugoslávia | Krefeld |
|               |     |            | Krefeld |

### Classificação
| Posição | Time          | PJ | V | D | E | GP | GC | Pts |
| ------- | ------------- | -- | - | - | - | -- | -- | --- |
| 10      | Itália        | 4  | 4 | 0 | 0 | 50 | 4  | 8   |
| 11      | Áustria       | 4  | 3 | 0 | 1 | 15 | 9  | 6   |
| 12      | Países Baixos | 4  | 2 | 0 | 2 | 18 | 20 | 4   |
| 13      | Iugoslávia    | 4  | 1 | 0 | 3 | 9  | 23 | 2   |
| 14      | Bélgica       | 4  | 0 | 0 | 4 | 8  | 44 | 0   |